# Claude Germain Louis Devilliers
Claude Germain Louis Devilliers, né le 16 novembre 1770 à Neuilly-sur-Seine et mort le 21 août 1857 à Paris, est un général français du Premier Empire .

## Biographie
Claude Germain Louis est le fils de Germain Louis, bourgeois de Paris et de Pétronille Champenoy. Nommé baron puis vicomte, il est autorisé en 1823 à ajouter à son patronyme celui de "de Villiers", "sous lequel il est connu depuis son enfance". Epoux de Rosalie Sophie Rigondet de Scellières, il meurt le 21 août 1857, à son domicile situé 68 rue de la Chaussée d'Antin, dans le 9e arrondissement de Paris. Il est le père du général de division et baron Frédéric Henri Joseph Louis de Villiers (1802-1884).

## Carrière militaire
Sous-lieutenant le 22 janvier 1792 dans le 13e bataillon d'infanterie légère devenu 13e demi-brigade en l'an II, puis 25e demi-brigade en l'an IX, et 25e régiment de même arme à l'organisation de l'an XII, il fait les campagnes de 1792 à l'an IX aux armées du Centre, de la Moselle, de Sambre-et-Meuse, d'Allemagne, de Mayence, du Danube et d'Italie.
Lieutenant le 20 messidor an II, capitaine adjudant-major le 6 pluviôse an III, Kléber le nomme chef de bataillon sur le champ de bataille le 9 thermidor an IV. Il fait comme chef de bataillon la campagne de 1799, qui enlève l'Italie à la France, et est blessé au combat de Monte-Faccio, où les soldats français insurgés, voulant réparer leur faute et recouvrer leurs drapeaux que le général Saint-Cyr leur a enlevés, combattent avec la plus grande intrépidité, rompent et culbutent au premier choc les Autrichiens. À la tête de cinq compagnies du 2e bataillon, il culbute l'ennemi, force ses retranchements, s'y jette un des premiers, et reçoit un coup de feu à la jambe droite.
Le 26 septembre 1800, le chef de bataillon Devilliers, à la tête de six compagnies de carabiniers de la 25e légère, passe le Mincio malgré la mitraille, et prend poste pour couvrir les tirailleurs. À cinq heures du matin, à la tête de huit compagnies de carabiniers, il traverse le Mincio en bateau sous la mitraille de l'ennemi, couvre les tirailleurs qui établissent les ponts nécessaires au passage de l'armée et repousse toutes les charges de l'ennemi. Blessé dans cette dernière affaire de deux coups de feu, il est proposé par le général en chef pour un sabre d'honneur.
Major dans le 17e régiment d'infanterie légère le 20 brumaire an XII, et membre de la Légion d'honneur le 4 germinal suivant, il fait la campagne de 1806 à la Grande Armée, et est promu le 8 décembre 1809, colonel du 6e d'infanterie de ligne. Envoyé à Naples, et de là aux îles Ioniennes, les Anglais le prennent pendant la traversée et le conduisent à Malte.
Revenu en France, il va rejoindre son régiment à Corfou, est créé baron de l'Empire le 15 avril 1808, et reçoit une dotation de 2 000 francs. Général de brigade le 6 août 1811, il prend part à la campagne de Russie, et reçoit deux blessures au passage de la Bérésina. L'Empereur le nomme officier de la Légion d'honneur le 1er janvier 1813.
Enfermé lors du siège de Dantzig en 1813 pendant le blocus de cette place, il se trouve aux différentes sorties de la garnison le 5 mars. Lors de l'attaque générale des faubourgs, le général Devilliers, quoique blessé d'un coup de feu dans les reins, parvient à faire échouer les attaques de l'ennemi. Il y donne des preuves d'une grande valeur. La capitulation de cette place ayant été violée, ses défenseurs souffrent une dure captivité dans les provinces glacées de la Russie. Le général Devilliers partage le sort de ses compagnons d'armes. Prisonnier de guerre des Russes aux ordres du prince de Wurtemberg le 1er janvier 1814, en violation de la convention d'évacuation du 27 novembre, il ne rentre en France qu'après l'abdication de Napoléon Ier.
Rentré en France, Louis XVIII le fait chevalier de Saint-Louis le 19 juillet 1814, lui confie le commandement du département du Mont-Blanc le 29 août 1814, et le promeut le 27 décembre, au grade de commandeur de la Légion d'honneur.
Au retour de l'Empereur de l'île d'Elbe, il a le commandement de la 1re brigade de la 7e division du 2e corps de l'armée du Nord. Dans la nuit du 5 au 6 mars 1815, ayant reçu du général comte Marchand l'ordre de se rendre à Grenoble, il part de Chambéry, avec quatre bataillons, deux du 7e de ligne, commandés par Labédoyère, et deux du 11e, commandés par le colonel Durand. Ces troupes, qui ont reçu une distribution d'eau-de-vie, se trouvent depuis trois heures en position sur le rempart qui fait face à la route de Gap, par où l'on présumait que Napoléon Ier devait arriver, et le général Devilliers était chez le commandant de la division lorsqu'on vient l'avertir que le régiment de ligne, commandé par Labédoyère, sortait de Grenoble et marchait aux cris de vive l'Empereur! Le maréchal de camp Devilliers court aussitôt sur les pas des déserteurs, et en fait rétrograder une centaine, mais arrivé à la tête du corps, ses ordres, ses prières, ses menaces sont inutiles.
Le général Devilliers doit à cet épisode de s'être trouvé plus tard dans la circonstance la plus critique de toute sa vie. Il est appelé comme témoin dans le procès de Labédoyère.
Il est blessé à Fleurus. Après la bataille du mont Saint-Jean, il reçoit le 1er septembre le commandement du département de l'Isère, puis celui de la Meurthe le 29 octobre 1817. Louis Devilliers est nommé lieutenant-général le 20 avril 1821. Membre de la Chambre des députés le 25 avril 1824, il a le commandement de la 13e division militaire (Rennes), obtient le titre de vicomte le 17 août 1822 et celui de commandeur de Saint-Louis le 20 août 1823.
Mis en disponibilité le 2 août 1830, inspecteur général pour 1832, il reçoit la décoration de grand officier de la Légion d'honneur le 30 avril 1836, passe dans le cadre de vétérance, puis dans celui de non-activité, conformément aux dispositions de l'ordonnance du 28 août suivant, et enfin dans la 2e section (réserve) du cadre de l'état-major général créé par la loi du 4 août 1839.

## États de service
- 8 décembre 1806 : Colonel du 6e régiment d'infanterie de ligne
- 6 août 1811 : Général de brigade

## Décorations, titres, honneurs...
- 12 novembre 1811: baron d'Empire